# Fearless Girl
Fearless Girl é uma escultura de bronze criada por Kristen Visbal e encomendada pela State Street Global Advisors através de McCann New York. Ela mede aproximadamente 130 cm de altura e pesa cerca de 110 kg. A instalação original da peça ocorreu no dia 7 de março de 2017, em Bowling Green, no Distrito Financeiro de Manhattan, em Nova York. O objetivo inicial era representar uma menina latina que enfrenta a estátua do Touro de Wall Street.
Com grande apoio popular a estátua permaneceu no local até o dia 28 de novembro de 2018, quando foi removida. No local onde a estátua estava, foi colocada uma placa que dizia: "A Garota Sem Medo está em movimento para a Bolsa de Valores de Nova York. Até que ela esteja lá, represente-a." No dia 10 de dezembro de 2018 a estátua foi instalada em seu novo local, que fica em frente à Bolsa de Valores de Nova York.

## História
A estátua foi instalada no dia 7 de março de 2017 (um dia antes do Dia Internacional da Mulher) pela  State Street Global Advisors, em uma campanha desenvolvida pela agência de publicidade McCann New York. A SSgA estava comemorando o primeiro aniversário do seu fundo de "Índice de Diversidade do Género", que investe em empresas de capitalização de grandes capitais dos EUA e que se classificam entre as mais altas em seu setor na conquista da diversidade de gênero em liderança sênior".
O conceito da estátua foi desenvolvido por Lizzie Wilson e Tali Gumbiner. Wilson e Gumbiner estabeleceram tanto a ideia para a estátua quanto a aparência geral da menina usando inúmeros modelos e imagens, os quais Visbal usou posteriormente como referência para desenvolver seu trabalho. Fearless Girl, que mede aproximadamente 130 cm de altura e pesa cerca de 110 kg, enfrenta o Touro de Wall Street, uma estátua de bronze muito maior e mais pesada que possui 3,4 metros de altura, 4,9 metros de comprimento e um peso de 3.200 kg. Ambos estão localizados no Bowling Green, em Manhattan, no cruzamento da Broadway com a Whitehall Street.
Fearless Girl tem como pretensão "enviar uma mensagem" sobre a diversidade de gênero no ambiente de trabalho e incentivar as empresas a recrutar mulheres para seus conselhos. A placa abaixo da estátua trás escrito: ""Know the power of women in leadership. SHE makes a difference,"" (ou "Conheça o poder das mulheres na liderança. SHE faz a diferença"), com SHE referindo-se ao gênero "Ela" e também ao símbolo de uma ação da NASDAQ em um mercado de ações.
A comissão da State Street Global Advisors especificou que a estátua deveria representar uma menina com as mãos nos quadris e o queixo erguido, com uma altura estipulada em 36 polegadas. Kristen Visbal e seus colaboradores, no entanto, aumentaram a altura para 50 polegadas (110 cm), tendo como objetivo combinar melhor o tamanho do Touro de Wall Street. Ainda assim, Visbal comentou que "eu me asseguro de manter suas características suaves, ela não é desafiadora, ela é corajosa, orgulhosa e forte". A modelagem da escultura foi feita a partir de duas crianças de Delaware, a filha de um amigo que foi instruída a fingir que estava de frente para um touro e também uma garota latina, "para que todos pudessem se relacionar com a Fearless Girl".
A escultura da Fearless Girl recebeu originalmente uma permissão da Prefeitura de Nova York de uma semana para ficar no local que foi instalada, mais tarde a permissão foi prolongada para até 30 dias. Depois disso, foi anunciado que a estátua permaneceria em vigor até fevereiro de 2018. Muitas pessoas defendiam o direito da estátua permanecer por mais tempo, dentre as quais estava Carolyn Maloney, do 12º distrito do Congresso de Nova York que afirmou: "Esta estátua tocou os corações em todo o mundo com um simbolismo de resiliência das mulheres". Uma petição foi feita pedindo que a estátua fique permanente no local, tendo conseguido 2.500 assinaturas nas suas primeiras 48 horas. assim os esforços para tornar a estátua permanente continuaram depois que a estátua recebeu uma autorização de um ano.
Em 8 de março de 2018, quando Fearless Girl completou um ano em seu local original, a prefeitura de Nova York informou através de seu porta-voz que um novo local para a escultura ainda não tinha sido definido. Desta forma ela permaneceu no mesmo local em Bowling Green. A estátua foi removida do seu local original em 28 de novembro de 2018.

## Recepção
Algumas mulheres criticaram a estátua como sendo um "feminismo corporativo" que violava seus próprios princípios feministas. A colunista do The New York Times, Gina Bellafante, chamou a escultura de "um exercício de imagem corporativa" da State Street, que, escreveu ela, entrou em acordo de adiantamento diferido com o Departamento de Justiça dos Estados Unidos, concordando em pagar mais do que US$ 64 milhões de dólares para resolver os encargos de fraude por cobrança secreta de clientes por comissões injustificadas. "Feminismo corporativo", escreveu ela, "opera com o objetivo singular de auxiliar e encorajar um universo de mães que colocam suas filhas para dormir à noite sussurrando em seus ouvidos que - " Algum dia, querida, você pode liderar os mercados emergentes e a equipes no Citigroup e então, se tornar uma diretora no Yahoo. Christine Emba, uma escritora de opinião do The Washington Post, escreveu que - "A estátua retrata a mulher empoderada como uma criança, reforçando a ideia de feminilidade como sendo fofa e inofensiva - uma criança com potencial, talvez, mas não uma criança já poderosa".
A Bloomberg News relatou que os analistas da empresa de marketing Apex Marketing estimaram que a estátua resultou em US$ 7,4 milhões de dólares em publicidade gratuita para a SSGA em abril de 2017, além de US$ 201.075,00 dólares em publicidade de rádio gratuita, mais US$ 393.047,00 em publicidade de mídia social gratuita, outros US$ 3,1 milhões em publicidade de TV gratuita e ainda US$ 3,7 milhões de dólares em publicidade on-line e impressa gratuita.
Arturo Di Modica, autor e instalador do Touro de Wall Street em 1989, pediu que a estátua da menina fosse removida, argumentando que a peça explora seu trabalho para fins comerciais e altera a percepção do touro. Em 12 de abril de 2017, Di Modica e seu advogado, que é ex- diretor da União das Liberdades Civis de Nova York, Norman Siegel, desafiaram as autoridades municipais que deixaram a estátua Fearless Girl ser instalada. Di Modica afirmou que o Touro tem sua integridade artística comprometida, distorcendo a intenção de sua estátua que é 'um símbolo de prosperidade e força' para um vilão, visando apenas os fins comerciais de SSgA.
No mês de maio de 2017 o artista Alex Gardega colocou ao lado da estátua de Fearless Girl uma outra estátua de sua autoria que representava um cachorro urinando. A estátua de Gardega foi intitulada de Pissing Pug e, segundo o próprio autor da obra, se tratava de uma crítica à escultura da menina em apoio ao touro. Gardega, que retirou sua própria escultura depois de três horas no local, afirmou não ser contra o movimento feminista e nem Visbal, e só fez o seu protesto por achar que Fearless Girl é apenas uma jogada de publicidade da empresa que a mandou fazer.
Em contrapartida às críticas, a advogada pública Letitia James pediu que a estátua fosse uma instalação permanente. Em uma carta ao prefeito da cidade de Nova York, Bill de Blasio, ela afirma - "Fearless Girl é um símbolo poderoso, mostrando à mulheres (jovens e velhas) que nenhum sonho é muito grande e nenhum teto é muito alto". O prefeito de Blasio apoiou a manutenção da estátua, escrevendo no Twitter que - "Os homens que não gostam de mulheres ocupando espaço são exatamente o motivo pelo qual precisamos da Fearless Girl".
No Festival de Publicidade de Cannes de 2017, Fearless Girl ganhou três Grandes Prêmios no primeiro dia do evento sozinha, sendo eles na categoria que trata do marketing de desigualdade de gênero e nas categorias de relações públicas, e ainda empatando em primeiro lugar na categoria Outdoor ao lado de uma campanha feira no Twitter.

## Controvérsia
Em outubro de 2017 a State Street aceitou um acordo de indenização estimado em US$ 5 milhões de dólares para mais de 300 dos seus funcionários. A empresa de investimentos que encomendou a estátua da Fearless Girl foi acusada de pagar à mulheres e negros um salário inferior ao que pagava aos homens brancos. A agência de notícias AFP disse ter tido acesso à um documento da investigação feita pelo Escritório Federal de Programas de Cumprimento de Contratos, onde fora constatado que desde dezembro de 2010 cerca de 305 mulheres recebiam menos homens em cargos similares na empresa.

### Réplicas
Em Oslo, uma réplica da estátua de Fearless Girl foi erguida em 8 de março de 2018, ela fica em frente ao Grand Hotel e em frente ao Parlamento norueguês. Entre os dias 6 a 8 de novembro de 2018, a estátua foi exposta no Castelo de Dublin, por ocasião da Conferência de Inovação Climática da Europa. A partir de março de 2019, será exibida em Londres por seis meses.
Em 14 de fevereiro de 2019, a State Street Global Advisors entrou com uma ação contra Kristen Visbal, alegando que ela fez e vendeu réplicas da estátua em violação ao seu contrato com a empresa. O processo alega que o artista fez pelo menos três reproduções não autorizadas de Fearless Girl que poderiam prejudicar a campanha global da empresa em apoio à liderança feminina e à diversidade de gênero. Em fevereiro de 2019, os documentos judiciais informaram que uma réplica da estátua Fearless Girl estava sendo vendida por US$ 250 mil.

## Mudança de local
No dia 19 de abril de 2018, o prefeito de Nova York Bill de Blasio, anunciou que a estátua de Fearless Girl iria mudar de local. O novo endereço escolhido foi o lado de fora da Bolsa de valores de Nova York, ficando de frente para o prédio. A mudança ficou prevista para ser realizada até o final do ano. O presidente da Bolsa, Thomas Farley, aprovou a mudança e disse que a escultura era - "um símbolo marcante de nossa jornada contínua em direção a uma maior igualdade".
A estátua foi removida em 28 de novembro de 2018. No local onde a estátua estava, foi colocada uma placa que diz: "A Garota Sem Medo está em movimento para a Bolsa de Valores de Nova York. Até que ela esteja lá, represente-a." A placa também tem pegadas onde as pessoas podem ficar de pé.
No dia 10 de dezembro de 2018 foi realizada uma cerimônia para a instalação da estátua em frente a Bolsa de Valores de Nova York. O evento contou com a presença da congressista de Nova York Carolyn Maloney que disse - "Agora, em vez de encarar o touro, ela vai estar encarando todos os negócios. Estou encantada, absolutamente encantada".

## Prêmios
- The Most Next Award, 2018  Associação de Produtores Comerciais Independentes de 2018 (AICP) Next Awards.[34]
- Grand Effie — melhor show, North American Effie Awards.[35]
- Cannes Lions International Festival of Creativity, 2017 — 18 prêmios Cannes Lions[36]